# Luxgen
Luxgen Motor Co. Ltd ― тайванський автовиробник зі штаб-квартирою в окрузі Мяолі, Тайвань, і повністю належить компанії Yulon Motor.

## Історія
Luxgen здійснив свій перший продаж за межами Тайваню в Омані в 2010 році в рамках плану зосередитися на Близькому Сході, Латинській Америці, Центральній Америці та Південній Америці, Росії, Китаї та автомобільних ринках Південно-Східної Азії.  Подальші продажі були здійснені в Домініканській Республіці. 
У 2011 році Luxgen очолила рейтинг JD Power Customer Service Index (CSI) на Тайвані серед автомобільних марок місцевого виробництва.  У дослідженні JD Power 2018 Taiwan CSI Luxgen знову отримала найвищу оцінку серед брендів масового ринку.
Luxgen вийшов на ринок Росії в 2013 році, а в 2017 році — на ринок Ірану. 
У 2020 році Luxgen оголосив, що виробник піде з китайського ринку через низькі продажі.